# 析朱鉏 (魯國)
析朱鉏（？—前487年），中国春秋时期鲁国的将领。
前487年三月，吴国攻打鲁国，公山不狃率领。公宾庚、公甲叔子和吴国人在夷地作战，吴国俘获公甲叔子和析朱鉏，献给吴王夫差。夫差说：“这是同一辆战车的人，鲁国一定用了能人，这样的国家不能觊觎。”